# HD 171961
HD 171961，又名CD-2314572，SAO 187080、HR 6990，是一颗恒星，视星等为5.81，位于銀經10.47，銀緯-7.81，其B1900.0坐标为赤經18h 32m 25.8s，赤緯-23° -7.81′ 25″。